# Vườn quốc gia Desembarco del Granma
Vườn quốc gia Desembarco del Granma (tiếng Tây Ban Nha: Parque Nacional Desembarco del Granma) là một vườn quốc gia ở  tỉnh Granma, phía đông nam Cuba. Vườn quốc gia này được đặt tên sau khi chiếc thuyền chở Fidel Castro, Che Guevara, Raúl Castro, và 79 người cộng sản của Cuba đi thuyền từ México đến Cuba vào năm 1956 để thực hiện cuộc cách mạng Cuba. Năm 1999, vườn quốc gia được liệt vào danh sách di sản thế giới của UNESCO vì bờ biển và những vách đá nguyên sơ.
Đây là khu vực trung tâm quan trọng nhất của thực vật đặc hữu và sư đa dạng Cuba. Số liệu nghiên cứu cho thấy, có 512 loại thực vật ở đây, , trong đó 60% là thực vật đặc hữu. Ngoà ra, có 13 loài động vật có vú, 110 loà chim, 44 loại bò sát và lưỡng cư sinh sống trên các địc hình bậc thang.